# Teixeira Soares
Teixeira Soares é um município brasileiro do estado do Paraná. Sua população estimada em 2010 era de 10.277 habitantes, conforme dados do IBGE.

## História
Existente desde 1734, ligado diretamente à movimentos históricos como o caminho dos tropeiros através da "Estrada da Mata" e a chegada da estrada de ferro. Prevendo os benefícios que a estrada de ferro traria, os moradores da região doaram terrenos para construção de uma estação ferroviária próximo do povoamento que foi inaugurada em 1900.
Entre os ciclos econômicos desenvolvidos na região do município, seguem-se o extrativismo madeireiro, a erva-mate, a pecuária e a agricultura. Criado através da Lei Estadual nº 1696, de 26 de março de 1917, e instalado em 14 de julho do mesmo ano, foi desmembrado de Palmeira. O seu nome é em homenagem ao Engenheiro João Teixeira Soares.

## Geografia
Possui uma área é de 902,793 km² representando 0,4529 % do estado, 0,1602 % da região e 0,0106 % de todo o território brasileiro. Localiza-se a uma latitude 25°22'04" sul e a uma longitude 50°27'39" oeste, estando a uma altitude de 918 m. Seu território é bastante acidentado, com morros e descidas relevantes, contendo rios de média proporção e pequenos riachos.
A cidade tem as duas maiores reservas nacionais e mundiais de Araucárias, que abrigam também espécies de animais como o lobo-guará e a jaguatirica.

### Clima
O clima da cidade é subtropical cfb, com verões quentes e invernos frios[carece de fontes?]. A mais alta temperatura foi de 38 graus no ano de 2013, quando as temperaturas ficaram acima de 30 graus por mais de uma semana. Este recorde de temperatura foi a média histórica mais alta, já no inverno as temperaturas frequentemente vão abaixo de zero, contendo geadas, chuva congelada e ocasionalmente neve[carece de fontes?]. Também no ano de 2013, o Simepar constatou a ocorrência de chuva congelada na cidade e uma forte geada, onde as temperaturas do dia não passaram de 7 graus Celsius e chegaram a 5 graus negativos à noite[carece de fontes?].
No ano de 1975 a temperatura foi de -5,7 °C. No outono as temperaturas ficam entre 10 e 15 graus as mínimas e entre 20 e 25 graus as máximas[carece de fontes?]. As chuvas são frequentes na cidade com um volume médio anual bom, porém podem causar estragos como ocorreu há alguns anos, quando o município decretou situação de emergência, e também no ano de 2014, quando áreas rurais ficaram isoladas, como Rio D'Areia. Houve estragos contabilizados em mais de um milhão de reais segundo o governo municipal. O menor índice de umidade da cidade ficou entre os 15% e 30% no verão de 2013 que foi o mais quente da história.

### Demografia
Dados do Censo - 2008
População Total: 11.492
- Urbana: 5.985
- Rural: 5.507
- Homens: 6.391
- Mulheres: 5.101

Índice de Desenvolvimento Humano (IDH-M): 0,738
- IDH-M Renda: 0,641
- IDH-M Longevidade: 0,718
- IDH-M Educação: 0,855

### Hidrografia
- Rio das Almas
- Rio da Areia
- Rio Imbituvão
- Rio Imbituvinha

## Administração
- Prefeito: Lucinei Carlos Thomaz (2017/2020)

## Transporte
O município de Teixeira Soares é servido pela seguinte rodovia:
- PR-438, que liga a Ponta Grossa e a Fernandes Pinheiro.[6]

O município de Teixeira Soares também é cortado e atendido pela seguinte ferrovia:
- Linha Itararé-Uruguai da antiga Estrada de Ferro São Paulo-Rio Grande, que atualmente liga Ponta Grossa a Irati.[7]